# Сельские и поселковые округа Краснодарского края
Сельские (в том числе станичные) и поселковые округа — административно-территориальные единицы Краснодарского края, объединяющие территориально и (или) экономически связанные между собой сельские населённые пункты или посёлок городского типа и сельские населённые пункты.

## Описание
Сельские и поселковые округа находятся (непосредственно либо через внутригородские районы или округа) в административном подчинении городов, соответствующих категории краевого подчинения (официальное определение городов краевого подчинения было в 2009 году изъято из Закона об административно-территориальном устройстве, но категория сохраняется в Росстате), либо административных районов.
Округа были образованы в 1994 году на месте сельсоветов и поссоветов. В дальнейшем часть поселковых округов была преобразована в сельские округа при преобразовании соответствующих посёлков городского типа в сельские населённые пункты.
Границы округов в составе административных районов, как правило, совпадают с границами поселений на территории соответствующих муниципальных районов, но встречаются исключения.
В ОКАТО и Росстате выделяются 399 сельских округов (с различением в ОКАТО собственно сельских, станичных округов и сельсоветов) и 12 поселковых округов (официально — посёлков городского типа).
Законы о границах административно-территориальных единиц были приняты в 2006—2008 годах, в целом их состав совпадает с составом согласно ОКАТО и Росстату. Города, соответствующие категории города краевого подчинения, в административные районы не включены.
С 2015 года были разработаны Уставы муниципальных образований, учитывающие и административно-территориальное устройство, города краевого подчинения в них включены в административные районы, сельские округа в их подчинении непосредственно переподчинены районам. Общее число сельских округов также 399, но наблюдаются отличия в территориальном составе и наименованиях. Три поселковых округа также именуются отличным способом.
Поселковые округа выделены оранжевым цветом.

## Список
Сокращения
| Административно-территориальные единицы: - вг/о — внутригородской округ; - вг/р — внутригородской район; - г/о — городской округ; - с/п — сельское поселение; - с/с — сельсовет; - ст/о — станичный округ. | Муниципальные образования: - ГО — городской округ; - МР — муниципальный район; - ГП — городское поселение; - СП — сельское поселение. |

| №         | Сельский (поселковый) округ | Тип округа           | Варианты названий                             | Административное подчинение                                | Соответствие на уровне муниципального устройства                                 | Комментарий |
| --------- | --------------------------- | -------------------- | --------------------------------------------- | ---------------------------------------------------------- | -------------------------------------------------------------------------------- | --- |
| 1         | Абрау-Дюрсо                 | сельский             |                                               | Новороссийск / Приморский вг/р (вг/о), Новороссийский вг/р | ГО город Новороссийск                                                            | |
| 2         | Агойский                    | сельский             |                                               | Туапсинский район                                          | Небугское СП Туапсинского МР                                                     | |
| 3         | Адагумский                  | сельский             |                                               | Крымский район                                             | Адагумское СП Крымского МР                                                       | |
| 4         | Азовский                    | сельский             |                                               | Северский район                                            | Азовское СП Северского МР                                                        | |
| 5         | Александровский             | сельский             |                                               | Ейский район                                               | Александровское СП Ейского МР                                                    | |
| 6         | Александровский             | сельский             |                                               | Усть-Лабинский район                                       | Александровское СП Усть-Лабинского МР                                            | |
| 7         | Алексее-Тенгинский          | сельский             |                                               | Тбилисский район                                           | Алексее-Тенгинское СП Тбилисского МР                                             | |
| 8         | Алексеевский                | сельский             |                                               | Тихорецкий район                                           | Алексеевское СП Тихорецкого МР                                                   | |
| 9         | Анапский                    | сельский             |                                               | Анапский район                                             | ГО город-курорт Анапа                                                            | |
| 10        | Анастасиевский              | сельский             |                                               | Славянский район                                           | Анастасиевское СП Славянского МР                                                 | |
| 11        | Андрюковский                | сельский             |                                               | Мостовский район                                           | Андрюковское СП Мостовского МР                                                   | |
| 12        | Архангельский               | сельский             |                                               | Тихорецкий район                                           | Архангельское СП Тихорецкого МР                                                  | |
| 13        | Архипо-Осиповский           | сельский             | Архипо-Осиповский с/с, Архипо-Осиповский вг/о | город-курорт Геленджик                                     | ГО город-курорт Геленджик                                                        | |
| 14        | Атаманский (ст/о)           | сельский (станичный) |                                               | Павловский район                                           | Атаманское СП Павловского МР                                                     | |
| 15        | Афипский                    | поселковый           | Афипский г/о                                  | Северский район                                            | Афипское ГП Северского МР                                                        | |
| 16        | Ахметовский                 | сельский             |                                               | Лабинский район                                            | Ахметовское СП Лабинского МР                                                     | |
| 17        | Ахтанизовский               | сельский             |                                               | Темрюкский район                                           | Ахтанизовское СП Темрюкского МР                                                  | |
| 18        | Ахтарский                   | сельский             |                                               | Приморско-Ахтарский район                                  | Ахтарское СП Приморско-Ахтарского МР                                             | |
| 19        | Ахтырский                   | поселковый           |                                               | Абинский район                                             | Ахтырское ГП Абинского МР                                                        | |
| 20        | Ачуевский                   | сельский             |                                               | Славянский район                                           | Ачуевское СП Славянского МР                                                      | |
| 21        | Баговский                   | сельский             |                                               | Мостовский район                                           | Баговское СП Мостовского МР                                                      | |
| 22        | Бакинский                   | сельский             |                                               | город Горячий Ключ                                         | ГО город Горячий Ключ                                                            | |
| 23        | Барановский                 | сельский             |                                               | Хостинский вг/р города-курорта Сочи                        | ГО город-курорт Сочи                                                             | |
| 24        | Батуринский                 | сельский             |                                               | Брюховецкий район                                          | Батуринское СП Брюховецкого МР                                                   | |
| 25        | Безводный                   | сельский             |                                               | Курганинский район                                         | Безводное СП Курганинского МР                                                    | |
| 26        | Безымянный                  | сельский             |                                               | город Горячий Ключ                                         | ГО город Горячий Ключ                                                            | |
| 27        | Бейсугский                  | сельский             |                                               | Выселковский район                                         | Бейсугское СП Выселковского МР                                                   | |
| 28        | Бейсужёкский                | сельский             |                                               | Выселковский район                                         | Бейсужёкское СП Выселковского МР                                                 | |
| 29        | Белоглинский                | сельский             |                                               | Белоглинский район                                         | Белоглинское СП Белоглинского МР                                                 | |
| 30        | Белохуторской               | сельский             |                                               | Ленинградский район                                        | Белохуторское СП Ленинградского МР                                               | |
| 31        | Беноковский                 | сельский             |                                               | Мостовский район                                           | Беноковское СП Мостовского МР                                                    | |
| 32        | Березанский                 | сельский             |                                               | Выселковский район                                         | Березанское СП Выселковского МР                                                  | |
| 33        | Берёзовский                 | сельский             |                                               | Прикубанский вг/о Краснодара                               | ГО город Краснодар                                                               | |
| 34        | Бесленеевский               | сельский             |                                               | Мостовский район                                           | Бесленеевское СП Мостовского МР                                                  | |
| 35        | Бесскорбненский             | сельский             |                                               | Новокубанский район                                        | Бесскорбненское СП Новокубанского МР                                             | |
| 36        | Бесстрашненский             | сельский             |                                               | Отрадненский район                                         | Бесстрашненское СП Отрадненского МР                                              | |
| 37        | Бжедуховский                | сельский             |                                               | Белореченский район                                        | Бжедуховское СП Белореченского МР                                                | |
| 38        | Благовещенский              | сельский             |                                               | город-курорт Анапа                                         | ГО город-курорт Анапа                                                            | |
| 39        | Благодарненский             | сельский             |                                               | Отрадненский район                                         | Благодарненское СП Отрадненского МР                                              | |
| 40        | Бойкопонурский              | сельский             |                                               | Калининский район                                          | Бойкопонурское СП Калининского МР                                                | |
| 41        | Большебейсугский            | сельский             |                                               | Брюховецкий район                                          | Большебейсугское СП Брюховецкого МР                                              | |
| 42        | Большекозинский             | сельский             | Краснополянское с/п                           | Кущёвский район                                            | Краснополянское СП Кущёвского МР                                                 | |
| 43        | Бородинский                 | сельский             |                                               | Приморско-Ахтарский район                                  | Бородинское СП Приморско-Ахтарского МР                                           | |
| 44        | Братковский                 | сельский             |                                               | Кореновский район                                          | Братковское СП Кореновского МР                                                   | |
| 45        | Братский                    | сельский             |                                               | Тихорецкий район                                           | Братское СП Тихорецкого МР                                                       | |
| 46        | Братский                    | сельский             |                                               | Усть-Лабинский район                                       | Братское СП Усть-Лабинского МР                                                   | |
| 47        | Бриньковский                | сельский             |                                               | Приморско-Ахтарский район                                  | Бриньковское СП Приморско-Ахтарского МР                                          | |
| 48        | Брюховецкий                 | сельский             |                                               | Брюховецкий район                                          | Брюховецкое СП Брюховецкого МР                                                   | |
| 49        | Бузиновский                 | сельский             |                                               | Выселковский район                                         | Бузиновское СП Выселковского МР                                                  | |
| 50        | Бураковский                 | сельский             |                                               | Кореновский район                                          | Бураковское СП Кореновского МР                                                   | |
| 51        | Ванновский                  | сельский             |                                               | Тбилисский район                                           | Ванновское СП Тбилисского МР                                                     | |
| 52        | Варениковский               | сельский             |                                               | Крымский район                                             | Варениковское СП Крымского МР                                                    | |
| 53        | Варнавинский                | сельский             |                                               | Абинский район                                             | Варнавинское СП Абинского МР                                                     | |
| 54        | Васюринский                 | сельский             |                                               | Динской район                                              | Васюринское СП Динского МР                                                       | |
| 55        | Великовечненский            | сельский             |                                               | Белореченский район                                        | Великовечненское СП Белореченского МР                                            | |
| 56        | Вельяминовский              | сельский             |                                               | Туапсинский район                                          | Вельяминовское СП Туапсинского МР                                                | |
| 57        | Венцы-Заря                  | сельский             |                                               | Гулькевичский район                                        | СП Венцы-Заря Гулькевичского МР                                                  | |
| 58        | Верхнебаканский             | сельский             |                                               | Новороссийск / Приморский вг/р (вг/о), Новороссийский вг/р | ГО город Новороссийск                                                            | |
| 59        | Верхнекубанский             | сельский             |                                               | Новокубанский район                                        | Верхнекубанское СП Новокубанского МР                                             | |
| 60        | Верхнелооский               | сельский             |                                               | Лазаревский вг/р города-курорта Сочи                       | ГО город-курорт Сочи                                                             | |
| 61        | Веселовский                 | сельский             |                                               | Успенский район                                            | Веселовское СП Успенского МР                                                     | |
| 62        | Весёловский (ст/о)          | сельский (станичный) |                                               | Павловский район                                           | Весёловское СП Павловского МР                                                    | |
| 63        | Вимовский                   | сельский             |                                               | Усть-Лабинский район                                       | Вимовское СП Усть-Лабинского МР                                                  | |
| 64        | Виноградный                 | сельский             |                                               | Анапский район                                             | ГО город-курорт Анапа                                                            | |
| 65        | Витязевский                 | сельский             |                                               | город-курорт Анапа                                         | ГО город-курорт Анапа                                                            | |
| 66        | Владимирский                | сельский             |                                               | Лабинский район                                            | Владимирское СП Лабинского МР                                                    | |
| 67        | Воздвиженский               | сельский             |                                               | Курганинский район                                         | Воздвиженское СП Курганинского МР                                                | |
| 68        | Вознесенский                | сельский             |                                               | Лабинский район                                            | Вознесенское СП Лабинского МР                                                    | |
| 69        | Волковский                  | сельский             | Дагомысский субокруг                          | Лазаревский вг/р города-курорта Сочи                       | ГО город-курорт Сочи                                                             | Согласно Уставу Сочи, в Волковский сельский округ входит и является его административным центром пгт Дагомыс |
| 70        | Вольненский                 | сельский             |                                               | Успенский район                                            | Вольненское СП Успенского МР                                                     | |
| 71        | Воронежский                 | сельский             |                                               | Усть-Лабинский район                                       | Воронежское СП Усть-Лабинского МР                                                | |
| 72        | Воскресенский               | сельский             |                                               | Абинский район                                             | Ольгинское СП Абинского МР                                                       | |
| 73        | Восточный                   | сельский             |                                               | Ленинградский район                                        | Восточное СП Ленинградского МР                                                   | |
| 74        | Восточный                   | сельский             |                                               | Усть-Лабинский район                                       | Восточное СП Усть-Лабинского МР                                                  | |
| 75        | Выселковский                | сельский             |                                               | Выселковский район                                         | Выселковское СП Выселковского МР                                                 | |
| 76        | Вышестеблиевский            | сельский             |                                               | Темрюкский район                                           | Вышестеблиевское СП Темрюкского МР                                               | |
| 77        | Газырский                   | сельский             |                                               | Выселковский район                                         | Газырское СП Выселковского МР                                                    | |
| 78        | Гайдукский                  | сельский             |                                               | Новороссийск / Приморский вг/р (вг/о), Новороссийский вг/р | ГО город Новороссийск                                                            | |
| 79        | Гайкодзорский               | сельский             |                                               | Анапский район                                             | ГО город-курорт Анапа                                                            | |
| 80        | Геймановский                | сельский             |                                               | Тбилисский район                                           | Геймановское СП Тбилисского МР                                                   | |
| 81        | Георгиевский                | сельский             |                                               | Туапсинский район                                          | Георгиевское ГП Туапсинского МР                                                  | |
| 82        | Гирейский                   | поселковый           |                                               | Гулькевичский район                                        | Гирейское ГП Гулькевичского МР                                                   | |
| 83        | Глафировский                | сельский             |                                               | Щербиновский район                                         | Глафировское СП Щербиновского МР                                                 | |
| 84        | Глебовский                  | сельский             | Глебовское с/п                                | Кущёвский район                                            | Глебовское СП Кущёвского МР                                                      | Согласно Уставу Кущёвского района, территория сельского округа полностью совпадает с территорией соответствующего сельского поселения, в состав округа с 2017 года включён посёлок Ровный Степнянского сельского округа. Изменение не отражено в ОКАТО, Росстате и Законе о границах административно-территориальных единиц Кущёвского района        |
| 84.000001 | Глебовский                  | сельский             |                                               | Новороссийский вг/р Новороссийска                          | ГО город Новороссийск                                                            | Заявленная административно-территориальная единица, администрация не образована |
| 85        | Голубая Нива                | сельский             |                                               | Славянский район                                           | СП Голубая Нива Славянского МР                                                   | |
| 86        | Голубицкий                  | сельский             |                                               | Темрюкский район                                           | Голубицкое СП Темрюкского МР                                                     | |
| 87        | Горькобалковский            | сельский             |                                               | Новопокровский район                                       | Горькобалковское СП Новопокровского МР                                           | |
| 88        | Гостагаевский               | сельский             |                                               | Анапский район                                             | ГО город-курорт Анапа                                                            | |
| 89        | Гривенский                  | сельский             |                                               | Калининский район                                          | Гривенское сельское поселение Калининского МР                                    | |
| 90        | Григорьевский               | сельский             |                                               | Северский район                                            | Григорьевское СП Северского МР                                                   | |
| 91        | Гришковский                 | сельский             |                                               | Калининский район                                          | Гришковское СП Калининского МР                                                   | |
| 92        | Губский                     | сельский             |                                               | Мостовский район                                           | Губское СП Мостовского МР                                                        | |
| 93        | Двубратский                 | сельский             |                                               | Усть-Лабинский район                                       | Двубратское СП Усть-Лабинского МР                                                | Согласно Уставу Усть-Лабинского района, образован в 2015 году, до того посёлок Двубратский находился в подчинении администрации города Усть-Лабинска. Изменение не отражено в ОКАТО, Росстате и Законе о границах административно-территориальных единиц Усть-Лабинского района                                                                      |
| 94        | Дербентский                 | сельский             |                                               | Тимашёвский район                                          | Дербентское сельское поселение СП Тимашёвского МР                                | |
| 95        | Гостагаевский               | сельский             |                                               | Анапский район                                             | ГО город-курорт Анапа                                                            | |
| 96        | Джубгский                   | поселковый           |                                               | Туапсинский район                                          | Джубгское городское поселение Туапсинского МР                                    | |
| 97        | Джумайловский               | сельский             |                                               | Калининский район                                          | Джумайловское сельское поселение СП Калининского МР                              | |
| 98        | Дивноморский                | сельский             | Дивноморский с/с, Дивноморский вг/о           | город-курорт Геленджик                                     | ГО город-курорт Геленджик                                                        | |
| 99        | Динской                     | сельский             |                                               | Динской район                                              | Динское СП Динского МР                                                           | |
| 100       | Дмитриевское                | сельский             |                                               | Кавказский район                                           | Дмитриевское СП Кавказского МР                                                   | |
| 101       | Днепровский                 | сельский             |                                               | Тимашёвский район                                          | Днепровское СП Тимашёвского МР                                                   | |
| 102       | Должанский                  | сельский             |                                               | Ейский район                                               | Должанское СП Ейского МР                                                         | |
| 103       | Дружненский                 | сельский             |                                               | Белореченский район                                        | Дружненское СП Белореченского МР                                                 | |
| 104       | Дядьковский                 | сельский             |                                               | Кореновский район                                          | Дядьковское СП Кореновского МР                                                   | |
| 105       | Ейский                      | сельский             |                                               | Ейский район                                               | Ейское СП Ейского МР                                                             | |
| 106       | Ейскоукрепленский           | сельский             |                                               | Щербиновский район                                         | Ейскоукрепленское СП Щербиновского МР                                            | |
| 107       | Екатериновский              | сельский             |                                               | Щербиновский район                                         | Екатериновское СП Щербиновского МР                                               | |
| 108       | Елизаветинский              | сельский             |                                               | Прикубанский вг/о Краснодара                               | ГО город Краснодар                                                               | |
| 109       | Еремизино-Борисовский       | сельский             |                                               | Тихорецкий район                                           | Еремизино-Борисовское СП Тихорецкого МР                                          | |
| 110       | Железный                    | сельский             | Железное с/п                                  | Усть-Лабинский район                                       | Железное СП Усть-Лабинского МР                                                   | Согласно Уставу Усть-Лабинского района, с 2015 года в состав сельского округа включён хутор Октябрьский (с 2020 года называется Аргатов), до того хутор находился в подчинении администрации города Усть-Лабинска. Изменение не отражено в ОКАТО, Росстате и Законе о границах административно-территориальных единиц Усть-Лабинского района         |
| 111       | Журавский                   | сельский             |                                               | Кореновский район                                          | Журавское СП Кореновского МР                                                     | |
| 112       | Забойский                   | сельский             |                                               | Славянский район                                           | Забойское СП Славянского МР                                                      | |
| 113       | Заветный                    | сельский             |                                               | город Армавир                                              | ГО город Армавир                                                                 | |
| 114       | Западный                    | сельский             |                                               | Ленинградский район                                        | Западное СП Ленинградского МР                                                    | |
| 115       | Запорожский                 | сельский             |                                               | Темрюкский район                                           | Запорожское СП Темрюкского МР                                                    | |
| 116       | Зассовский                  | сельский             |                                               | Лабинский район                                            | Зассовское СП Лабинского МР                                                      | |
| 117       | Ивановский                  | сельский             |                                               | Красноармейский район                                      | Ивановское СП Красноармейского МР                                                | |
| 118       | Ильинский                   | сельский             | Ильинское с/п                                 | Кущёвский район                                            | Ильинское СП Кущёвского МР                                                       | |
| 119       | Ильинский                   | сельский             |                                               | Новопокровский район                                       | Ильинское СП Новопокровского МР                                                  | |
| 120       | Ильский                     | поселковый           | Ильский г/о                                   | Северский район                                            | Ильское ГП Северского МР                                                         | |
| 121       | имени М. Горького           | сельский             |                                               | Кавказский район                                           | СП имени М. Горького Кавказского МР                                              | |
| 122       | Имеретинский                | сельский             |                                               | город Горячий Ключ                                         | ГО город Горячий Ключ                                                            | |
| 123       | Ирклиевский                 | сельский             |                                               | Выселковский район                                         | Ирклиевское СП Выселковского МР                                                  | |
| 124       | Кабардинский                | сельский             |                                               | Апшеронский район                                          | Кабардинское СП Апшеронского МР                                                  | |
| 125       | Кабардинский                | сельский             | Кабардинский с/с, Кабардинский вг/о           | город-курорт Геленджик                                     | ГО город-курорт Геленджик                                                        | |
| 126       | Кавказский                  | сельский             |                                               | Кавказский район                                           | Кавказское СП Кавказского МР                                                     | |
| 127       | Казанский                   | сельский             |                                               | Кавказский район                                           | Казанское СП Кавказского МР                                                      | |
| 128       | Каладжинский                | сельский             |                                               | Лабинский район                                            | Каладжинское СП Лабинского МР                                                    | |
| 129       | Калининский                 | сельский             |                                               | Калининский район                                          | Калининское СП Калининского МР                                                   | |
| 130       | Калининский                 | сельский             |                                               | Прикубанский вг/о Краснодара                               | ГО город Краснодар                                                               | |
| 131       | Калниболотский              | сельский             |                                               | Новопокровский район                                       | Калниболотское СП Новопокровского МР                                             | |
| 132       | Калужский                   | сельский             |                                               | Северский район                                            | Калужское СП Северского МР                                                       | |
| 133       | Камышеватский               | сельский             |                                               | Ейский район                                               | Камышеватское СП Ейского МР                                                      | |
| 134       | Каневской                   | сельский             |                                               | Каневской район                                            | Каневское СП Каневского МР                                                       | |
| 135       | Канеловский                 | сельский             |                                               | Староминский район                                         | Канеловское СП Староминского МР                                                  | |
| 136       | Кеслеровский                | сельский             |                                               | Крымский район                                             | Кеслеровское СП Крымского МР                                                     | |
| 137       | Киевский                    | сельский             |                                               | Крымский район                                             | Киевское СП Крымского МР                                                         | |
| 138       | Кировский                   | сельский             |                                               | Славянский район                                           | Кировское СП Славянского МР                                                      | |
| 139       | Кировский                   | сельский             |                                               | Лазаревский вг/р города-курорта Сочи                       | ГО город-курорт Сочи                                                             | |
| 140       | Кирпильский                 | сельский             |                                               | Усть-Лабинский район                                       | Кирпильское СП Усть-Лабинского МР                                                | |
| 141       | Кисляковский                | сельский             | Кисляковское с/п                              | Кущёвский район                                            | Кисляковское СП Кущёвского МР                                                    | |
| 142       | Кичмайский                  | сельский             |                                               | Лазаревский вг/р города-курорта Сочи                       | ГО город-курорт Сочи                                                             | |
| 143       | Ковалёвский                 | сельский             |                                               | Новокубанский район                                        | Ковалёвское СП Новокубанского МР                                                 | |
| 144       | Комсомольский               | сельский             |                                               | Гулькевичский район                                        | Комсомольское СП Гулькевичского МР                                               | |
| 145       | Коноковский                 | сельский             |                                               | Успенский район                                            | Коноковское СП Успенского МР                                                     | |
| 146       | Константиновский            | сельский             |                                               | Курганинский район                                         | Константиновское СП Курганинского МР                                             | |
| 147       | Копанский                   | сельский             |                                               | Ейский район                                               | Копанское СП Ейского МР                                                          | |
| 148       | Коржевский                  | сельский             |                                               | Славянский район                                           | Коржевское СП Славянского МР                                                     | |
| 149       | Коржовский                  | сельский             |                                               | Ленинградский район                                        | Коржовское СП Ленинградского МР                                                  | |
| 150       | Костромской                 | сельский             |                                               | Мостовский район                                           | кОСТРОМСКОЕ сп Мостовского МР                                                    | |
| 151       | Красноармейский             | сельский             |                                               | Ейский район                                               | Красноармейское СП Ейского МР                                                    | |
| 152       | Красногвардейский           | сельский             |                                               | Каневской район                                            | Красногвардейское СП Каневского МР                                               | |
| 153       | Красногвардейский           | сельский             |                                               | Отрадненский район                                         | Красногвардейское СП Отрадненского МР                                            | |
| 154       | Краснокутский               | сельский             |                                               | Мостовский район                                           | Краснокутское СП Мостовского МР                                                  | |
| 155       | Краснополянский             | поселковый           |                                               | Адлерский вг/р города-курорта Сочи                         | ГО город-курорт Сочи                                                             | |
| 156       | Красносельский              | поселковый           |                                               | Гулькевичский район                                        | Красносельское ГП Гулькевичского МР                                              | |
| 157       | Красносельский              | сельский             |                                               | Динской район                                              | Красносельское СП Динского МР                                                    | |
| 158       | Красносельский              | сельский             | Красносельское с/п                            | Кущёвский район                                            | Красносельское СП Кущёвского МР                                                  | |
| 159       | Краснострельский            | сельский             |                                               | Темрюкский район                                           | Краснострельское СП Темрюкского МР                                               | |
| 160       | Крупский                    | сельский             |                                               | Выселковский район                                         | Крупское СП Выселковского МР                                                     | |
| 161       | Крыловский                  | сельский             |                                               | Крыловский район                                           | Крыловское СП Крыловского МР                                                     | |
| 162       | Крыловский                  | сельский             |                                               | Ленинградский район                                        | Крыловское СП Ленинградского МР                                                  | |
| 163       | Кубанец                     | сельский             |                                               | Тимашёвский район                                          | СП Кубанец Тимашёвского МР                                                       | |
| 164       | Кубанский                   | сельский             |                                               | Апшеронский район                                          | Кубанское СП Апшеронского МР                                                     | |
| 165       | Кубанский                   | сельский             |                                               | Новопокровский район                                       | Кубанское СП Новопокровского МР                                                  | |
| 166       | Кубанскостепной             | сельский             |                                               | Каневской район                                            | Кубанскостепное СП Каневского МР                                                 | |
| 167       | Кубань                      | сельский             |                                               | Гулькевичский район                                        | СП Кубань Гулькевичского МР                                                      | |
| 168       | Кугоейский                  | сельский             |                                               | Крыловский район                                           | Кугоейское СП Крыловского МР                                                     | |
| 169       | Кудепстинский               | сельский             |                                               | Адлерский вг/р города-курорта Сочи                         | ГО город-курорт Сочи                                                             | |
| 170       | Куйбышевский                | сельский             |                                               | Калининский район                                          | Куйбышевское СП Калининского МР                                                  | |
| 171       | Куйбышевский                | сельский             |                                               | Староминский район                                         | Куйбышевское СП Староминского МР                                                 | |
| 172       | Куликовский                 | сельский             |                                               | Ленинградский район                                        | Куликовское СП Ленинградского МР                                                 | |
| 173       | Кургоковский                | сельский             |                                               | Успенский район                                            | Кургоковское СП Успенского МР                                                    | |
| 174       | Куринский                   | сельский             |                                               | Апшеронский район                                          | Куринское СП Апшеронского МР                                                     | |
| 175       | Курчанский                  | сельский             |                                               | Темрюкский район                                           | Курчанское СП Темрюкского МР                                                     | |
| 176       | Кутаисский                  | сельский             |                                               | город Горячий Ключ                                         | ГО город Горячий Ключ                                                            | |
| 177       | Кухаривский                 | сельский             |                                               | Ейский район                                               | Кухаривское СП Ейского МР                                                        | |
| 178       | Кущёвский                   | сельский             | Кущёвское с/п                                 | Кущёвский район                                            | Кущёвское СП Кущёвского МР                                                       | Согласно Уставу Кущёвского района, территория сельского округа полностью совпадает с территорией соответствующего сельского поселения, в состав округа с 2017 года включены 5 населённых пунктов Степнянского сельского округа. Изменение не отражено в ОКАТО, Росстате и Законе о границах административно-территориальных единиц Кущёвского района |
| 179       | Ладожский                   | сельский             |                                               | Усть-Лабинский район                                       | Ладожское СП Усть-Лабинского МР                                                  | |
| 180       | Ленинградский               | сельский             |                                               | Ленинградский район                                        | Ленинградское сельское поселение Ленинградского МР                               | |
| 181       | Ленинский                   | сельский             |                                               | Усть-Лабинский район                                       | Ленинское СП Усть-Лабинского МР                                                  | |
| 182       | Ловлинский                  | сельский             |                                               | Тбилисский район                                           | Ловлинское СП Тбилисского МР                                                     | |
| 183       | Лосевское                   | сельский             |                                               | Кавказский район                                           | Лосевское СП Кавказского МР                                                      | |
| 184       | Лучевой                     | сельский             |                                               | Лабинский район                                            | Лучевое СП Лабинского МР                                                         | |
| 185       | Лыготхский                  | сельский             |                                               | Лазаревский вг/р города-курорта Сочи                       | ГО город-курорт Сочи                                                             | |
| 186       | Львовский                   | сельский             |                                               | Северский район                                            | Львовское СП Северского МР                                                       | |
| 187       | Ляпинский                   | сельский             |                                               | Новокубанский район                                        | Ляпинское СП Новокубанского МР                                                   | |
| 188       | Маевский                    | сельский             |                                               | Славянский район                                           | Маевское СП Славянского МР                                                       | |
| 189       | Марьинский                  | сельский             |                                               | Тбилисский район                                           | Марьинское СП Тбилисского МР                                                     | |
| 190       | Маламинский                 | сельский             |                                               | Успенский район                                            | Маламинское СП Успенского МР                                                     | |
| 191       | Малотенгинский              | сельский             |                                               | Отрадненский район                                         | Малотенгинское СП Отрадненского МР                                               | |
| 192       | Марьянский                  | сельский             |                                               | Красноармейский район                                      | Марьянское СП Красноармейского МР                                                | |
| 193       | Махошевский                 | сельский             |                                               | Мостовский район                                           | Махошевское СП Мостовского МР                                                    | |
| 194       | Маякский                    | сельский             |                                               | Отрадненский район                                         | Маякское СП Отрадненского МР                                                     | |
| 195       | Медвёдовский                | сельский             |                                               | Тимашёвский район                                          | Медвёдовское СП Тимашёвского МР                                                  | |
| 196       | Мезмайский                  | сельский             |                                               | Апшеронский район                                          | Мезмайское СП Апшеронского МР                                                    | |
| 197       | Мерчанский                  | сельский             |                                               | Крымский район                                             | Мерчанское СП Крымского МР                                                       | |
| 198       | Мингрельский                | сельский             |                                               | Абинский район                                             | Мингрельское СП Абинского МР                                                     | |
| 199       | Мирское                     | сельский             |                                               | Кавказский район                                           | Мирское СП Кавказского МР                                                        | |
| 200       | Михайловский                | сельский             |                                               | Курганинский район                                         | Михайловское СП Курганинского МР                                                 | |
| 201       | Михайловский                | сельский             |                                               | Северский район                                            | Михайловское СП Северского МР                                                    | |
| 202       | Мичуринский                 | сельский             |                                               | Динской район                                              | Мичуринское СП Динского МР                                                       | |
| 203       | Молдаванский                | сельский             |                                               | Крымский район                                             | Молдаванское СП Крымского МР                                                     | |
| 204       | Молдовский                  | сельский             |                                               | Адлерский вг/р города-курорта Сочи                         | ГО город-курорт Сочи                                                             | |
| 205       | Моревский                   | сельский             |                                               | Ейский район                                               | Моревское СП Ейского МР                                                          | |
| 206       | Мостовский                  | поселковый           |                                               | Мостовский район                                           | Мостовское ГП Мостовского МР                                                     | |
| 207       | Мысхакский                  | сельский             |                                               | Новороссийск / Приморский вг/р (вг/о), Новороссийский вг/р | ГО город Новороссийск                                                            | |
| 208       | Надежненский                | сельский             |                                               | Отрадненский район                                         | Надежненское СП Отрадненского МР                                                 | |
| 209       | Натухаевский                | сельский             |                                               | Новороссийск / Приморский вг/р (вг/о), Новороссийский вг/р | ГО город Новороссийск                                                            | |
| 210       | Незаймановский              | сельский             |                                               | Тимашёвский район                                          | Незаймановское СП Тимашёвского МР                                                | |
| 211       | Незамаевский                | сельский             |                                               | Новопокровский район                                       | Незамаевское СП Новопокровского МР                                               | |
| 212       | Незамаевский (ст/о)         | сельский (станичный) |                                               | Павловский район                                           | Незамаевское СП Павловского МР                                                   | |
| 213       | Некрасовский                | сельский             |                                               | Усть-Лабинский район                                       | Некрасовское СП Усть-Лабинского МР                                               | |
| 214       | Нефтегорский                | поселковый           |                                               | Апшеронский район                                          | Нефтегорское ГП Апшеронского МР                                                  | |
| 215       | Нижегородский               | сельский             |                                               | Апшеронский район                                          | Нижегородское СП Апшеронского МР                                                 | |
| 216       | Нижнебаканский              | сельский             |                                               | Крымский район                                             | Нижнебаканское СП, Крымское ГП Крымского МР                                      | |
| 217       | Нижнешиловский              | сельский             |                                               | Адлерский вг/р города-курорта Сочи                         | ГО город-курорт Сочи                                                             | |
| 218       | Николаевский                | сельский             |                                               | Успенский район                                            | Николаевское СП Успенского МР                                                    | |
| 219       | Николаевский                | сельский             |                                               | Щербиновский район                                         | Николаевское СП Щербиновского МР                                                 | |
| 220       | Николенский                 | сельский             |                                               | Гулькевичский район                                        | Николенское СП Гулькевичского МР                                                 | |
| 221       | Новоалексеевский            | сельский             |                                               | Курганинский район                                         | Новоалексеевское СП Курганинского МР                                             | |
| 222       | Новобейсугский              | сельский             |                                               | Выселковский район                                         | Новобейсугское СП Выселковского МР                                               | |
| 223       | Новоберезанский             | сельский             |                                               | Кореновский район                                          | Новоберезанское СП Кореновского МР                                               | |
| 224       | Нововеличковский            | сельский             |                                               | Динской район                                              | Нововеличковское СП Динского МР                                                  | |
| 225       | Нововладимировский          | сельский             |                                               | Тбилисский район                                           | Нововладимировское СП Тбилисского МР                                             | |
| 226       | Новодеревянковский          | сельский             |                                               | Каневской район                                            | Новодеревянковское СП Каневского МР                                              | |
| 227       | Новоджерелиевский           | сельский             |                                               | Брюховецкий район                                          | Новоджерелиевское СП Брюховецкого МР                                             | |
| 228       | Новодмитриевский            | сельский             |                                               | Северский район                                            | Новодмитриевское СП Северского МР                                                | |
| 229       | Новоивановский              | сельский             |                                               | Новопокровский район                                       | Новоивановское СП Новопокровского МР                                             | |
| 230       | Новокорсунский              | сельский             |                                               | Тимашёвский район                                          | Новокорсунское СП Тимашёвского МР                                                | |
| 231       | Новолабинский               | сельский             |                                               | Усть-Лабинский район                                       | Новолабинское СП Усть-Лабинского МР                                              | |
| 232       | Новоленинский               | сельский             |                                               | Тимашёвский район                                          | Новоленинское СП Тимашёвского МР                                                 | |
| 233       | Новолеушковский (ст/о)      | сельский (станичный) |                                               | Павловский район                                           | Новолеушковское СП Павловского МР                                                | |
| 234       | Новомалороссийский          | сельский             |                                               | Выселковский район                                         | Новомалороссийское СП Выселковского МР                                           | |
| 235       | Новоминский                 | сельский             |                                               | Каневской район                                            | Новоминское СП Каневского МР                                                     | |
| 236       | Новомихайловский            | поселковый           |                                               | Туапсинский район                                          | Новомихайловское СП Туапсинского МР                                              | |
| 237       | Новомихайловский            | сельский             | Новомихайловское с/п                          | Кущёвский район                                            | Новомихайловское СП Кущёвского МР                                                | |
| 238       | Новомышастовский            | сельский             |                                               | Красноармейский район                                      | Новомышастовское СП Красноармейского МР                                          | |
| 239       | Новониколаевский            | сельский             |                                               | Калининский район                                          | Новониколаевское СП Калининского МР                                              | |
| 240       | Новопавловский              | сельский             |                                               | Белоглинский район                                         | Новопавловское СП Белоглинского МР                                               | |
| 241       | Новопашковский              | сельский             |                                               | Крыловский район                                           | Новопашковское СП Крыловского МР                                                 | |
| 242       | Новопетровский (ст/о)       | сельский (станичный) |                                               | Павловский район                                           | Новопетровское СП Павловского МР                                                 | |
| 243       | Новопластуновский (ст/о)    | сельский (станичный) |                                               | Павловский район                                           | Новопластуновское СП Павловского МР                                              | |
| 244       | Новоплатнировский           | сельский             |                                               | Ленинградский район                                        | Новоплатнировское СП Ленинградского МР                                           | |
| 245       | Новопокровский              | сельский             |                                               | Новопокровский район                                       | Новопокровское СП Новопокровского МР                                             | |
| 246       | Новопокровский              | сельский             |                                               | Приморско-Ахтарский район                                  | Новопокровское СП Приморско-Ахтарского МР                                        | |
| 247       | Новополянский               | сельский             |                                               | Апшеронский район                                          | Новополянское СП Апшеронского МР                                                 | |
| 248       | Новорежетский               | сельский             |                                               | Апшеронский район                                          | Отдалённое СП Апшеронского МР                                                    | |
| 249       | Новорождественский          | сельский             |                                               | Тихорецкий район                                           | Новорождественское СП Тихорецкого МР                                             | |
| 250       | Новосельский                | сельский             |                                               | Брюховецкий район                                          | Новосельское СП Брюховецкого МР                                                  | |
| 251       | Новосельский                | сельский             |                                               | Новокубанский район                                        | Новосельское СП Новокубанского МР                                                | |
| 252       | Новосергиевский             | сельский             |                                               | Крыловский район                                           | Новосергиевское СП Крыловского МР                                                | |
| 253       | Новотаманский               | сельский             |                                               | Темрюкский район                                           | Новотаманское СП Темрюкского МР                                                  | |
| 254       | Новотитаровский             | сельский             |                                               | Динской район                                              | Новотитаровское СП Динского МР                                                   | |
| 255       | Новоукраинский              | сельский             |                                               | Гулькевичский район                                        | Новоукраинское СП Гулькевичского МР                                              | |
| 256       | Новоуманский                | сельский             |                                               | Ленинградский район                                        | Новоуманское СП Ленинградского МР                                                | |
| 257       | Новощербиновский            | сельский             |                                               | Щербиновский район                                         | Новощербиновское СП Щербиновского МР                                             | |
| 258       | Новоясенский                | сельский             |                                               | Староминский район                                         | Новоясенское СП Староминского МР                                                 | |
| 259       | Образцовый                  | сельский             |                                               | Ленинградский район                                        | Образцовое СП Ленинградского МР                                                  | |
| 260       | Октябрьский                 | сельский             |                                               | Красноармейский район                                      | Октябрьское СП Красноармейского МР                                               | |
| 261       | Октябрьский                 | сельский             |                                               | Крыловский район                                           | Октябрьское СП Крыловского МР                                                    | |
| 262       | Октябрьский                 | сельский             |                                               | Курганинский район                                         | Октябрьское СП Курганинского МР                                                  | |
| 263       | Октябрьский                 | сельский             |                                               | Туапсинский район                                          | Октябрьское СП Туапсинского МР                                                   | |
| 264       | Ольгинский                  | сельский             |                                               | Приморско-Ахтарский район                                  | Ольгинское СП Приморско-Ахтарского МР                                            | |
| 265       | Отважненский                | сельский             |                                               | Лабинский район                                            | Отважненское СП Лабинского МР                                                    | |
| 266       | Отрадненский                | сельский             |                                               | Отрадненский район                                         | Отрадненское СП Отрадненского МР                                                 | |
| 267       | Отрадненский                | сельский             |                                               | Тихорецкий район                                           | Отрадненское СП Тихорецкого МР                                                   | |
| 268       | Отрадо-Кубанский            | сельский             |                                               | Гулькевичский район                                        | Отрадо-Кубанское СП Гулькевичского МР                                            | |
| 269       | Отрадо-Ольгинский           | сельский             |                                               | Гулькевичский район                                        | Отрадо-Ольгинское СП Гулькевичского МР                                           | |
| 270       | Павловский (ст/о)           | сельский (станичный) |                                               | Павловский район                                           | Павловское СП Павловского МР                                                     | |
| 271       | Парковский                  | сельский             |                                               | Тихорецкий район                                           | Парковское СП, Юго-Северное СП Тихорецкого МР (до 2019 года также Крутое СП)     | |
| 272       | Пашковский                  | сельский             |                                               | Карасунский вг/о Краснодара                                | ГО город Краснодар                                                               | |
| 273       | Первомайский                | сельский             |                                               | Анапский район                                             | ГО город-курорт Анапа                                                            | |
| 274       | Первомайский                | сельский             |                                               | Белореченский район                                        | Первомайское СП Белореченского МР                                                | |
| 275       | Первомайский                | сельский             | Первомайское с/п                              | Кущёвский район                                            | Первомайское СП Кущёвского МР                                                    | |
| 276       | Первомайский                | сельский             |                                               | Ленинградский район                                        | Первомайское СП Ленинградского МР                                                | |
| 277       | Первореченский              | сельский             |                                               | Динской район                                              | Первореченское СП Динского МР                                                    | |
| 278       | Первосинюхинский            | сельский             |                                               | Лабинский район                                            | Первосинюхинское СП Лабинского МР                                                | |
| 279       | Передовский                 | сельский             |                                               | Отрадненский район                                         | Передовское СП Отрадненского МР                                                  | |
| 280       | Переправненский             | сельский             |                                               | Мостовский район                                           | Переправненское СП Мостовского МР                                                | |
| 281       | Переясловский               | сельский             |                                               | Брюховецкий район                                          | Переясловское СП Брюховецкого МР                                                 | |
| 282       | Песчаный                    | сельский             |                                               | Тбилисский район                                           | Песчаное СП Тбилисского МР                                                       | |
| 283       | Петровский                  | сельский             |                                               | Славянский район                                           | Петровское СП Славянского МР                                                     | |
| 284       | Петропавловский             | сельский             |                                               | Курганинский район                                         | Петропавловское СП Курганинского МР                                              | |
| 285       | Пластуновский               | сельский             |                                               | Динской район                                              | Пластуновское СП Динского МР                                                     | |
| 286       | Платнировский               | сельский             |                                               | Кореновский район                                          | Платнировское СП Кореновского МР                                                 | |
| 287       | Подгорненский               | сельский             |                                               | Отрадненский район                                         | Подгорненское СП Отрадненского МР                                                | |
| 288       | Подгорносинюхинский         | сельский             |                                               | Отрадненский район                                         | Подгорносинюхинское СП Отрадненского МР                                          | |
| 289       | Покровский                  | сельский             |                                               | Новопокровский район                                       | Покровское СП Новопокровского МР                                                 | |
| 290       | Полтавский                  | сельский             |                                               | Красноармейский район                                      | Полтавское СП Красноармейского МР                                                | |
| 291       | Полтавченский               | сельский             | Полтавченское с/п                             | Кущёвский район                                            | Полтавченское СП Кущёвского МР                                                   | |
| 292       | Попутненский                | сельский             |                                               | Отрадненский район                                         | Попутненское СП Отрадненского МР                                                 | |
| 293       | Поселковый                  | сельский             |                                               | Тимашёвский район                                          | Поселковое СП Тимашёвского МР                                                    | |
| 294       | Приазовский                 | сельский             |                                               | Приморско-Ахтарский район                                  | Приазовское СП Приморско-Ахтарского МР                                           | |
| 295       | Прибрежный                  | сельский             |                                               | Славянский район                                           | Прибрежное СП Славянского МР                                                     | |
| 296       | Привольненский              | сельский             |                                               | Каневской район                                            | Привольненское СП Каневского МР                                                  | |
| 297       | Привольное                  | сельский             |                                               | Кавказский район                                           | Привольное СП Кавказского МР                                                     | |
| 298       | Пригородненский             | сельский             |                                               | Тихорецк / Тихорецкий район                                | Тихорецкое ГП Тихорецкого МР                                                     | |
| 299       | Пригородный                 | сельский             |                                               | Крымский район                                             | Пригородное СП Крымского МР                                                      | |
| 300       | Придорожный                 | сельский             |                                               | Каневской район                                            | Придорожное СП Каневского МР                                                     | |
| 301       | Прикубанский                | сельский             |                                               | Новокубанский район                                        | Прикубанское СП Новокубанского МР                                                | |
| 302       | Прикубанский                | сельский             |                                               | Славянский район                                           | Прикубанское СП Славянского МР                                                   | |
| 303       | Приморский                  | сельский             |                                               | Анапский район                                             | ГО город-курорт Анапа                                                            | |
| 304       | Приреченский                | сельский             |                                               | город Армавир                                              | ГО город Армавир                                                                 | |
| 305       | Пролетарский                | сельский             |                                               | Кореновский район                                          | Пролетарское СП Кореновского МР                                                  | |
| 306       | Протичкинский               | сельский             |                                               | Красноармейский район                                      | Протичкинское СП Красноармейского МР                                             | |
| 307       | Протокский                  | сельский             |                                               | Славянский район                                           | Протокское СП Славянского МР                                                     | |
| 308       | Прочноокопский              | сельский             |                                               | Новокубанский район                                        | Прочноокопское СП Новокубанского МР                                              | |
| 309       | Псебайский                  | поселковый           |                                               | Мостовский район                                           | Псебайское СП Мостовского МР                                                     | |
| 310       | Пушкинский                  | сельский             |                                               | Гулькевичский район                                        | Пушкинское СП Гулькевичского МР                                                  | |
| 311       | Пшадский                    | сельский             | Пшадский с/с, Пшадский вг/о                   | город-курорт Геленджик                                     | ГО город-курорт Геленджик                                                        | |
| 312       | Пшехский                    | сельский             |                                               | Белореченский район                                        | Пшехское СП Белореченского МР                                                    | |
| 313       | Раевский                    | сельский             |                                               | Новороссийск / Приморский вг/р (вг/о), Новороссийский вг/р | ГО город Новороссийск                                                            | |
| 314       | Раздольненский              | сельский             |                                               | Кореновский район                                          | Раздольненское СП Кореновского МР                                                | |
| 315       | Раздольненский              | сельский             | Раздольненское с/п                            | Кущёвский район                                            | Раздольненское СП Кущёвского МР                                                  | |
| 316       | Раздольский                 | сельский             |                                               | Хостинский вг/р города-курорта Сочи                        | ГО город-курорт Сочи                                                             | |
| 317       | Рассветовский               | сельский             |                                               | Староминский район                                         | Рассветовское СП Староминского МР                                                | |
| 318       | Рисовый                     | сельский             |                                               | Славянский район                                           | Рисовое СП Славянского МР                                                        | |
| 319       | Роговский                   | сельский             |                                               | Тимашёвский район                                          | Роговское СП Тимашёвского МР                                                     | |
| 320       | Родниковский                | сельский             |                                               | Белореченский район                                        | Родниковское СП Белореченского МР                                                | |
| 321       | Родниковский                | сельский             |                                               | Курганинский район                                         | Родниковское СП Курганинского МР                                                 | |
| 322       | Рудьевский                  | сельский             |                                               | Отрадненский район                                         | Рудьевское СП Отрадненского МР                                                   | |
| 323       | Рязанский                   | сельский             |                                               | Белореченский район                                        | Рязанское СП Белореченского МР                                                   | |
| 324       | Саратовский                 | сельский             |                                               | город Горячий Ключ                                         | ГО город Горячий Ключ                                                            | |
| 325       | Светлогорский               | сельский             |                                               | Абинский район                                             | Светлогорское СП Абинского МР                                                    | |
| 326       | Свободненский               | сельский             |                                               | Брюховецкий район                                          | Свободненское СП Брюховецкого МР                                                 | |
| 327       | Свободный                   | сельский             |                                               | Приморско-Ахтарский район                                  | Свободное СП Приморско-Ахтарского МР                                             | |
| 328       | Северный                    | сельский             |                                               | Павловский район                                           | Северное СП Павловского МР                                                       | |
| 329       | Северский                   | сельский             |                                               | Северский район                                            | Северское СП Северского МР                                                       | |
| 330       | Сенной                      | сельский             |                                               | Темрюкский район                                           | Сенное СП Темрюкского МР                                                         | |
| 331       | Сергиевский                 | сельский             |                                               | Кореновский район                                          | Сергиевское СП Кореновского МР                                                   | |
| 332       | Скобелевский                | сельский             |                                               | Гулькевичский район                                        | Скобелевское СП Гулькевичского МР                                                | |
| 333       | Сладковский                 | сельский             |                                               | Лабинский район                                            | Сладковское СП Лабинского МР                                                     | |
| 334       | Смоленский                  | сельский             |                                               | Северский район                                            | Смоленское СП Северского МР                                                      | |
| 335       | Советский                   | сельский             |                                               | Новокубанский район                                        | Советское СП Новокубанского МР                                                   | |
| 336       | Соколовский                 | сельский             |                                               | Гулькевичский район                                        | Соколовское СП Гулькевичского МР                                                 | |
| 337       | Солохаульский               | сельский             |                                               | Лазаревский вг/р города-курорта Сочи                       | ГО город-курорт Сочи                                                             | |
| 338       | Союз Четырёх Хуторов        | сельский             |                                               | Гулькевичский район                                        | СП Союз Четырёх Хуторов Гулькевичского МР                                        | |
| 339       | Спокойненский               | сельский             |                                               | Отрадненский район                                         | Спокойненское СП Отрадненского МР                                                | |
| 340       | Среднечелбасский            | сельский             |                                               | Павловский район                                           | Среднечелбасское СП Павловского МР                                               | |
| 341       | Среднечубуркский            | сельский             | Среднечубуркское с/п                          | Кущёвский район                                            | Среднечубурское СП Кущёвского МР                                                 | |
| 342       | Старовеличковский           | сельский             |                                               | Калининский район                                          | Старовеличковское СП Калининского МР                                             | |
| 343       | Стародеревянковский         | сельский             |                                               | Каневской район                                            | Стародеревянковское СП Каневского МР                                             | |
| 344       | Староджерелиевский          | сельский             |                                               | Красноармейский район                                      | Староджерелиевское СП Красноармейского МР                                        | |
| 345       | Старокорсунский             | сельский             |                                               | Карасунский вг/о Краснодара                                | ГО город Краснодар                                                               | |
| 346       | Старолеушковский (ст/о)     | сельский (станичный) |                                               | Павловский район                                           | Старолеушковское СП Павловского МР                                               | |
| 347       | Староминский                | сельский             |                                               | Староминский район                                         | Староминское СП Староминского МР                                                 | |
| 348       | Старомышастовский           | сельский             |                                               | Динской район                                              | Старомышастовское СП Динского МР                                                 | |
| 349       | Старонижестеблиевский       | сельский             |                                               | Красноармейский район                                      | Старонижестеблиевское СП Красноармейского МР                                     | |
| 350       | Старостаничный              | сельский             |                                               | город Армавир                                              | ГО город Армавир                                                                 | |
| 351       | Старотитаровский            | сельский             |                                               | Темрюкский район                                           | Старотитаровское СП Темрюкского МР                                               | |
| 352       | Старощербиновский           | сельский             |                                               | Щербиновский район                                         | Старощербиновское СП Щербиновского МР                                            | |
| 353       | Степной                     | сельский             |                                               | Приморско-Ахтарский район                                  | Степное СП Приморско-Ахтарского МР                                               | |
| 354       | Степнянский                 | сельский             |                                               | Кущёвский район                                            | Глебовское сельское поселение, Кущёвское сельское поселение Кущёвского МР        | Согласно Уставу Кущёвского района, данный округ с 2017 года упразднён, его территория разделена между двумя сельскими округами соответственно муниципальному устройству. Изменение не отражено в ОКАТО, Росстате и Законе о границах административно-территориальных единиц Кущёвского района                                                        |
| 355       | Суворовский                 | сельский             |                                               | Усть-Лабинский район                                       | Суворовское СП Усть-Лабинского МР                                                | |
| 356       | Суздальский                 | сельский             |                                               | город Горячий Ключ                                         | ГО город Горячий Ключ                                                            | |
| 357       | Супсехский                  | сельский             |                                               | Анапский район                                             | ГО город-курорт Анапа                                                            | |
| 358       | Таманский                   | сельский             |                                               | Темрюкский район                                           | Таманское СП Темрюкского МР                                                      | |
| 359       | Тбилисский                  | сельский             |                                               | Тбилисский район                                           | Тбилисское СП Тбилисского МР                                                     | |
| 360       | Тверской                    | сельский             |                                               | Апшеронский район                                          | Тверское СП Апшеронского МР                                                      | |
| 361       | Темижбекское                | сельский             |                                               | Кавказский район                                           | Темижбекское СП Кавказского МР                                                   | |
| 362       | Темиргоевский               | сельский             |                                               | Курганинский район                                         | Темиргоевское СП Курганинского МР                                                | |
| 363       | Тенгинский                  | сельский             |                                               | Туапсинский район                                          | Тенгинское СП Туапсинского МР                                                    | |
| 364       | Тенгинский                  | сельский             |                                               | Усть-Лабинский район                                       | Тенгинское СП Усть-Лабинского МР                                                 | |
| 365       | Терновский                  | сельский             |                                               | Тихорецкий район                                           | Терновское СП Тихорецкого МР                                                     | |
| 366       | Трёхсельский                | сельский             |                                               | Успенский район                                            | Трёхсельское СП Успенского МР                                                    | |
| 367       | Троицкий                    | сельский             |                                               | Крымский район                                             | Троицкое СП Крымского МР                                                         | |
| 368       | Трудобеликовский            | сельский             |                                               | Красноармейский район                                      | Трудобеликовское СП Красноармейского МР                                          | |
| 369       | Трудовой                    | сельский             |                                               | Ейский район                                               | Трудовое СП Ейского МР                                                           | |
| 370       | Тысячный                    | сельский             |                                               | Гулькевичский район                                        | Тысячное СП Гулькевичского МР                                                    | |
| 371       | Убеженский                  | сельский             |                                               | Успенский район                                            | Убеженское СП Успенского МР                                                      | |
| 372       | Удобненский                 | сельский             |                                               | Отрадненский район                                         | Удобненское СП Отрадненского МР                                                  | |
| 373       | Уманский                    | сельский             |                                               | Ленинградский район                                        | Уманское СП Ленинградского МР                                                    | |
| 374       | Унароковский                | сельский             |                                               | Мостовский район                                           | Унароковское СП Мостовского МР                                                   | |
| 375       | Упорненский                 | сельский             |                                               | Лабинский район                                            | Упорненское СП Лабинского МР                                                     | |
| 376       | Упорненский                 | сельский             |                                               | Павловский район                                           | Упорненское СП Павловского МР                                                    | |
| 377       | Урупский                    | сельский             |                                               | Успенский район                                            | Урупское СП Успенского МР                                                        | |
| 378       | Успенский                   | сельский             |                                               | Успенский район                                            | Успенское СП Успенского МР                                                       | |
| 379       | Успенский (ст/о)            | сельский (станичный) |                                               | Белоглинский район                                         | Успенское СП Белоглинского МР                                                    | |
| 380       | Фастовецкий                 | сельский             |                                               | Тихорецкий район                                           | Фастовецкое СП Тихорецкого МР                                                    | |
| 381       | Фёдоровский                 | сельский             |                                               | Абинский район                                             | Фёдоровское СП Абинского МР                                                      | |
| 382       | Фонталовский                | сельский             |                                               | Темрюкский район                                           | Фонталовское СП Темрюкского МР                                                   | |
| 383       | Харьковский                 | сельский             |                                               | Лабинский район                                            | Харьковское СП Лабинского МР                                                     | |
| 384       | Холмский                    | сельский             |                                               | Абинский район                                             | Холмское СП Абинского МР                                                         | |
| 385       | Хопёрский                   | сельский             |                                               | Тихорецкий район                                           | Хопёрское СП Тихорецкого МР                                                      | |
| 386       | Целинный                    | сельский             |                                               | Славянский район                                           | Целинное СП Славянского МР                                                       | |
| 387       | Центральный                 | сельский             |                                               | Белоглинский район                                         | Центральное СП Белоглинского МР                                                  | |
| 388       | Чамлыкский                  | сельский             | Ленинский с/о                                 | Лабинский район                                            | Чамлыкское СП Лабинского МР                                                      | До 2000 года Ленинский |
| 389       | Чебургольский               | сельский             |                                               | Красноармейский район                                      | Чебургольское СП Красноармейского МР                                             | |
| 390       | Челбасский                  | сельский             |                                               | Каневской район                                            | Челбасское СП Каневского МР                                                      | |
| 391       | Чепигинский                 | сельский             |                                               | Брюховецкий район                                          | Чепигинское СП Брюховецкого МР                                                   | |
| 392       | Черниговский                | сельский             |                                               | Апшеронский район                                          | Черниговское СП Апшеронского МР                                                  | |
| 393       | Черниговский                | сельский             |                                               | Белореченский район                                        | Черниговское СП Белореченского МР                                                | |
| 394       | Черноерковский              | сельский             |                                               | Славянский район                                           | Черноерковское СП Славянского МР                                                 | |
| 395       | Черноморский                | поселковый           | Черноморский г/о                              | Северский район                                            | Черноморское ГП Северского МР                                                    | |
| 396       | Черноморский                | сельский             |                                               | город Горячий Ключ                                         | ГО город Горячий Ключ                                                            | |
| 397       | Шабановский                 | сельский             |                                               | Северский район                                            | Шабановское СП Северского МР                                                     | |
| 398       | Шабельский                  | сельский             |                                               | Щербиновский район                                         | Шабельское СП Щербиновского МР                                                   | |
| 399       | Шаумянский                  | сельский             |                                               | Туапсинский район                                          | Шаумянское СП Туапсинского МР                                                    | |
| 400       | Шевченковский               | сельский             |                                               | Крыловский район                                           | Шевченковское СП Крыловского МР                                                  | |
| 401       | Шедокский                   | сельский             |                                               | Мостовский район                                           | Шедокское СП Мостовского МР                                                      | |
| 402       | Шепсинский                  | сельский             |                                               | Туапсинский район                                          | Шепсинское СП Туапсинского МР                                                    | |
| 403       | Широчанский                 | сельский             |                                               | город Ейск / Ейский район                                  | Ейское ГП Ейского МР                                                             | |
| 404       | Школьненский                | сельский             |                                               | Белореченский район                                        | Школьненское СП Белореченского МР                                                | |
| 405       | Шкуринский                  | сельский             | Шкуринское с/п                                | Кущёвский район                                            | Шкуринское СП Кущёвского МР                                                      | |
| 406       | Щербиновский                | сельский             |                                               | Щербиновский район                                         | Щербиновское СП Щербиновского МР                                                 | |
| 407       | Юго-Северный                | сельский             |                                               | Тихорецкий район                                           | Алексеевское СП, Архангельское СП, Парковское СП, Юго-Северное СП Тихорецкого МР | |
| 408       | Южненский                   | сельский             |                                               | город Белореченск / Белореченский район                    | Южненское СП Белореченского МР                                                   | |
| 409       | Южный                       | сельский             |                                               | Крымский район                                             | Южное СП Крымского МР                                                            | |
| 410       | Южно-Кубанский              | сельский             |                                               | Динской район                                              | Южно-Кубанское СП Динского МР                                                    | |
| 411       | Ярославский                 | сельский             |                                               | Мостовский район                                           | Ярославское СП Мостовского МР                                                    | |
| 412       | Ясенский                    | сельский             |                                               | Ейский район                                               | Ясенское СП Ейского МР                                                           | |